# Brama Królewska w Poznaniu
Brama Królewska – jedna z bram Twierdzy Poznań, powstała ok. 1850–52. Przez nią droga z Poznania wychodziła w stronę nieistniejącej dzielnicy Kuhndorf (stąd druga nazwa – Brama Kundorfska) oraz w stronę Jeżyc i Obornik. Fasada od strony miasta posiadała główny wjazd, długości ok. 27 metrów, oraz dwa boczne wejścia, które po paru metrach łączyły się z wjazdem. Bramę rozebrano w 1894 roku, a w jej miejsce powstał odkryty przejazd oraz brukowany most.